# Альтум, Бернард
Бернард Альтум (нем. Johann Bernard Theodor Altum) — немецкий зоолог и педагог.

## Биография
Бернард Альтум родился 31 января 1824 года в Мюнстере, в Вестфалии.
Изучал богословие и филологию в Мюнстере и Берлине, затем и естественные науки.
В 1856 году стал работать учителем в реальном училище в Мюнстере, в 1859 году доцентом зоологии там же при академии, в 1869 году профессором в Эберсвальдской лесной академии.
Бернард Альтум скончался 1 февраля 1900 года в Эберсвальде.

## Награды
- Орден Красного орла 4-го класса (24 марта 1879)[3]
- Орден Красного орла 3-го класса с бантом (18 января 1895)[4]